# La Paquera de Jerez
La Paquera de Jerez, właśc. Francisca Mendez Garrido (1934 w Jerez - 26 kwietnia 2004 w Jerez), hiszpańska artystka flamenco.
Pochodziła z rodziny tradycyjnie zajmującej się flamenco, stała się z czasem jedną z popularniejszych śpiewaczek w Hiszpanii. Dysponowała potężnym głosem, który umożliwiał jej występy bez mikrofonu na arenach corridy. Nagrała kilka płyt (od lat 50.), miała na koncie również występy filmowe. W 2004 była nominowana do nagrody księcia Asturii.

## Filmografia
- kompozytor:
  - 2000: Vengo

- aktorka:
  - 1995: Flamenco (reż. Carlos Saura)